# Logis du Bouquet
Le logis du Bouquet situé près de Cognac sur la commune de Javrezac aurait été un pavillon de chasse de François Ier.

## Historique
Le logis du Bouquet a appartenu à la famille Broussard, et, en 1696 Bertrand Broussard est gentilhomme de la grande vénerie du Roi. Il passe aux Lecoq de Boisbaudran puis au marquis de La Porte aux Loups, il est confisqué à la Révolution puis racheté par les Lecoq de Boisbaudran et passe par mariage à Pierre-Étienne Albert qui sera le maire de Cognac de 1791 à 1794.

## Architecture
Un jardin à la française précède les bâtiments.
Le logis du Bouquet est une construction sans étage ceinturé d'un glacis comme une maison forte. Le bâtiment est centré par son escalier, sa porte et un petit fronton percé d'une fenêtre surmontée de pinacles, seule ornementation de la façade. Le logis est parfaitement symétrique de part et d'autre d'une galerie.
Le portail, situé dans le prolongement de la façade et plus récent porte la date de 1670.
Il donne accès à une cour fermée par l'arrière du logis et des communs sur trois côtés.